# Christoph Gabriel Fabricius
Christoph Gabriel Fabricius (* 18. Mai 1684 in Groß Schacksdorf bei Forst (Lausitz); † 12. Juni 1757 in Daubitz) war ein sorbischer lutherischer Theologe.

## Leben
Fabricius war Sohn des Groß Schacksdorfer Pfarrers Martin Fabricius (1639/1640–1721). Er besuchte die Gymnasien in Guben und Lauban. Am 12. September 1703 immatrikulierte er sich an der Universität Wittenberg, von wo er 1705 als Diakon in Triebel ordiniert wurde. 1711 wurde er Pfarrer in Mulknitz und Weißagk bei Forst in der Niederlausitz, und 1740 Pfarrer in Daubitz in der Oberlausitz, wo er am 28. März 1755 sein 50. Amtsjubiläum beging. Bereits 1711 machte er sich mit der Herausgabe eines Lehrbuchs zum Katechismusunterricht in deutscher und sorbischer Sprache, sowie mit weiteren Schriften, trotz Widerstands durch verschiedene Landesverwaltungsinstanzen um die Entwicklung der sorbischen Schriftsprache und deren Anwendung im Schulunterricht verdient. Während seiner Tätigkeit als Pfarrer in Daubitz hielten auch ebendort die Ideen und Praktiken der noch jungen Herrnhuter Brüdergemeine Einzug, wogegen Fabricius ankämpfte. Er bemühte sich mehrfach durch Predigten und verschiedene Publikationen die Lehren der Herrnhuter zu widerlegen und öffentlich anzuprangern.
Christoph Gabriel Fabricius gehörte einer Familie an, die bereits zahlreiche Geistliche hervorgebracht hatte und bevorzugt auch eheliche Verbindungen mit anderen Pfarrersfamilien einging. Er selbst war zweimal verheiratet. 1705 heiratete er Louise Ernestine Krüger, die Tochter eines Baruther Pfarrers. Dieser Ehe entstammten vier Töchter und zwei Söhne. In zweiter Ehe verband er sich 1718 mit Anne Sophie Willmann, einer Pfarrerstochter aus Peitz. Sie schenkte ihm eine Tochter Eleonora Sophia, die später den Groß Radischer Pfarrer Wauer heiratete, und ein Sohn Christoph Gottlob Fabricius (1725–1781), der 1760 Pfarrer in Kosel wurde. Christoph Gabriel Fabricius’ großformatige Grabplatte befindet sich heute an der Außenwand der Daubitzer Kirche.

## Werkauswahl
- Quirsfeldische deutsch und wendisch vermehrte Catechismus-Fragen, welche ehemals s. deutsch- u. wendischen Kirchengemeinde in Triebel, nunmehr aber auf ferneres Quersuchen zu allgemeinen Nutz u. Erbauung, Guben 1711 (Lübben 1718).
- Entlarvtes Herrnhuth Oder Gründlicher Beweiß, Daß besagte Evangelische Brüder-Gemeinde Eine alte wahre Apostolische und pünctliche Orthodoxie der unveränderten Augspurgischen Confeßion sich fälschlich einbilde: Aus denen Unter seinen Kirch-Kindern ausgesteueten verschenckten, nahmentlich angeführten und widerlegten Büchern Seiner Kirchen-Gemeinde Zur Warnung, und … Anmahnung … deutlich angezeiget, Wittenberg und Zerbst 1743.
- Teutsche und Wendische Kindergebete, Bautzen 1743 (3. Auflage 1756).
- Predigt, darinnen die Bekehrung der Herrnhuter mit den Versuchungen und Anfällen des Satans wider Christum verglichen werden, ans Matth. 4, 1–11, Wittenberg 1744 (2. Auflage 1744).
- Entdeckte Herrnhuthische Sectirerey; oder gründlicher Beweis, dass die Herrnhutisch - Böhmisch - Mährischen Brüder keiner Abstammung von denen redlichen alten Böhmisch - Mährischen Brüdern weder dem Glauben noch Leben nach sich rühmen können, sondern eine zusammengelaufene Rotte von allerhand Volk, Nation und Religion und also eine besondere Secte sey, welche zu keiner der dreyen Religionen im heil. Römischen Reich gezählet werden könne, Wittenberg und Zerbst 1749.
- Kurze Wiederhohlung des in der Daubitzischen Kirchfahrt gepredigten rechtgläubigen Lutheraners, seiner christlichen Teutsch- und Wendischen Kirchgemeinde, Hoben und Niedrigen, zu einer immerwährenden Erinnerung, als ein Denkmahl des Glaubens, Lebens u. Sterbens, gewidmet u. übergeben, Bautzen 1754.